# Maï-Linh Bui
Maï-Linh Bui, née en 2006, est une karatéka française.

## Carrière
Maï-Linh Bui, sœur des karatékas Lila et Marie Bui, est d'abord connue pour avoir incarné l'un des Enfants du Fort, personnages du jeu télévisé Fort Boyard en 2018-2019.
Elle est médaillée d'argent en kata individuel aux championnats d'Europe cadets de 2022 à Prague.
Aux championnats d'Europe 2023 à Guadalajara, elle est médaillée de bronze en kata par équipes.
Au championnat de France Kata 2024 à Lille, elle est médaillée de bronze en individuel catégorie séniors féminines. Ainsi que championne de France catégorie juniors féminines.
Aux championnats d'Europe 2024 à Zadar, elle est médaillée de bronze en kata par équipes.